# EB-5 Visa
Chương trình EB-5 visa là một thị thực Hoa Kỳ được tạo ra bởi Đạo Luật Di Trú năm 1990, cho phép những doanh nhân nước ngoài mà đầu tư vào một doanh nghiệp Mỹ có được thẻ xanh để trở thành thường trú nhân của Mỹ.

## Tổng quan
Visa EB-5 cho phép các công dân nước ngoài đầu tư tiền tại Hoa Kỳ có thể nhận được một thẻ xanh để có thể thường trú tại nước này. Để có được visa, một cá nhân phải đầu tư $ 1.000.000 (hoặc ít nhất là $ 500,000 trong một khu có tỷ lệ thất nghiệp cao hay khu vực nông thôn tiếng Anh: A Targeted Employment Area (TEA)), tạo ra hoặc duy trì ít nhất 10 việc làm cho người lao động Mỹ không bao gồm các nhà đầu tư và gia đình của họ. Ban đầu, theo chương trình EB-5 đầu tiên, các nhà đầu tư nước ngoài đã được yêu cầu để tạo ra một doanh nghiệp thương mại hoàn toàn mới; tuy nhiên, trong Chương trình thí điểm đầu tư có thể được thực hiện trực tiếp trong một doanh nghiệp thương mại tạo việc làm (mới, hoặc đang có mà "Gặp rắc rối kinh doanh" ), hoặc vào một "Trung tâm khu vực" - một phương tiện đầu tư được quản lý bởi một thành phần thứ 3 (tư nhân hoặc công cộng), trong đó giả định trách nhiệm của việc tạo ra các công việc yêu cầu. Trung tâm khu vực có thể tính một khoản phí quản lý để quản lý đầu tư của nhà đầu tư.

## Di dân diện EB-5

### Trung quốc
Thống kê cho thấy năm 2015 số triệu phú Trung Quốc đã đạt mức tối đa trong tổng Visa loại EB-5 được cấp theo diện Chương trình Đầu tư Nhập Cảnh của Hoa Kỳ. Số người siêu giàu Trung Quốc (trung bình tài sản 16 triệu USD) nhập cảnh vào Mỹ chiếm 33% tổng số người siêu giàu ở Trung Quốc.
Trong năm 2017, gần 11.000 người Trung Quốc định cư tại Mỹ thông qua thị thực EB-5, giảm 19% so với năm trước đó.

### Việt Nam
Cựu tổng giám đốc FPT, ông Trương Đình Anh cùng cả nhà sang định cư và làm việc ở Mỹ vào tháng 7 năm 2016.
Việt Nam năm 2017 có 404 nhà đầu tư nhận được giấy tờ thường trú tại Mỹ theo diện này. Trong 3 năm liền 2015-2017, Việt Nam là nước có số người di cư tới Mỹ theo thị thực EB-5 đông nhất, chỉ sau Trung Quốc.